# Pride’s Purge

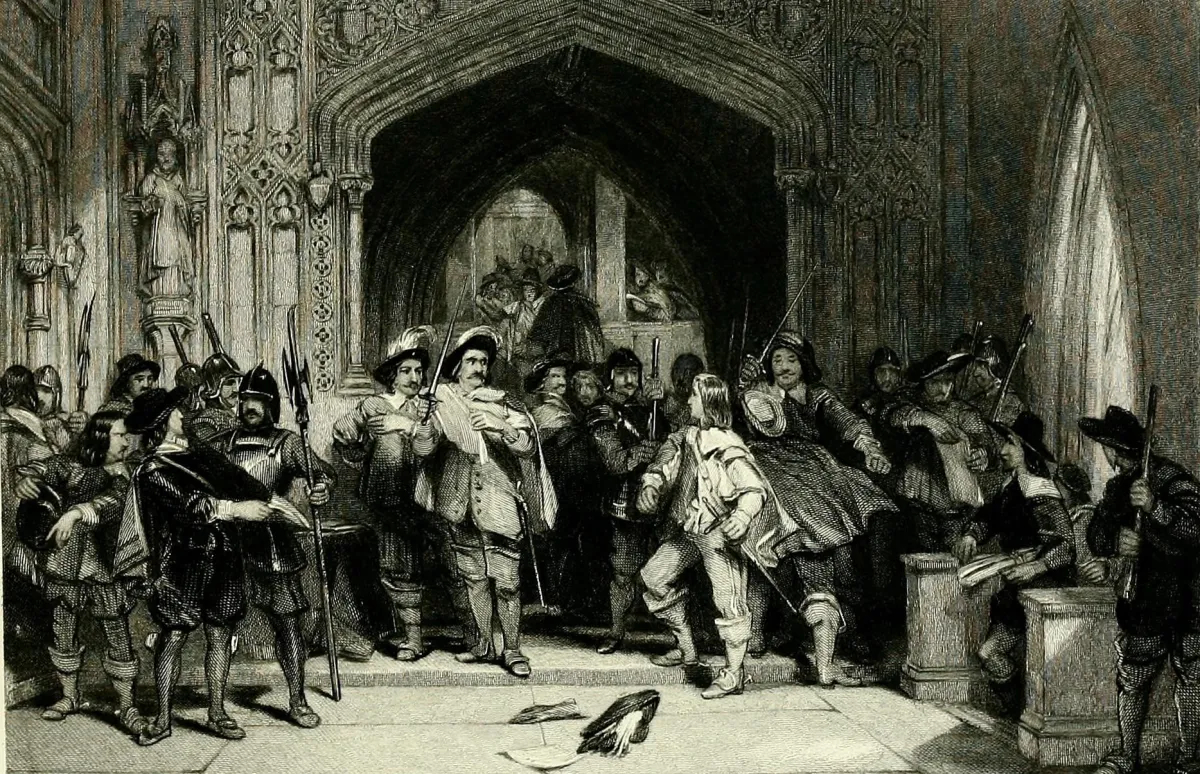
Oberst Pride verweigert Presbyterianern den Zutritt zum Parlament

Pride’s Purge, zu Deutsch Prides Säuberungsaktion, war ein Ereignis während der Zeit des Commonwealth of England, als Truppen unter dem Kommando von Oberst Thomas Pride gewaltsam im britischen Unterhaus all diejenigen aus dem Parlament entfernten, die die oberste Führung der Armee und die Independents nicht unterstützten. Es wird oft als erster und einziger Militärstreich in der Geschichte Englands bezeichnet.

## Ereignis

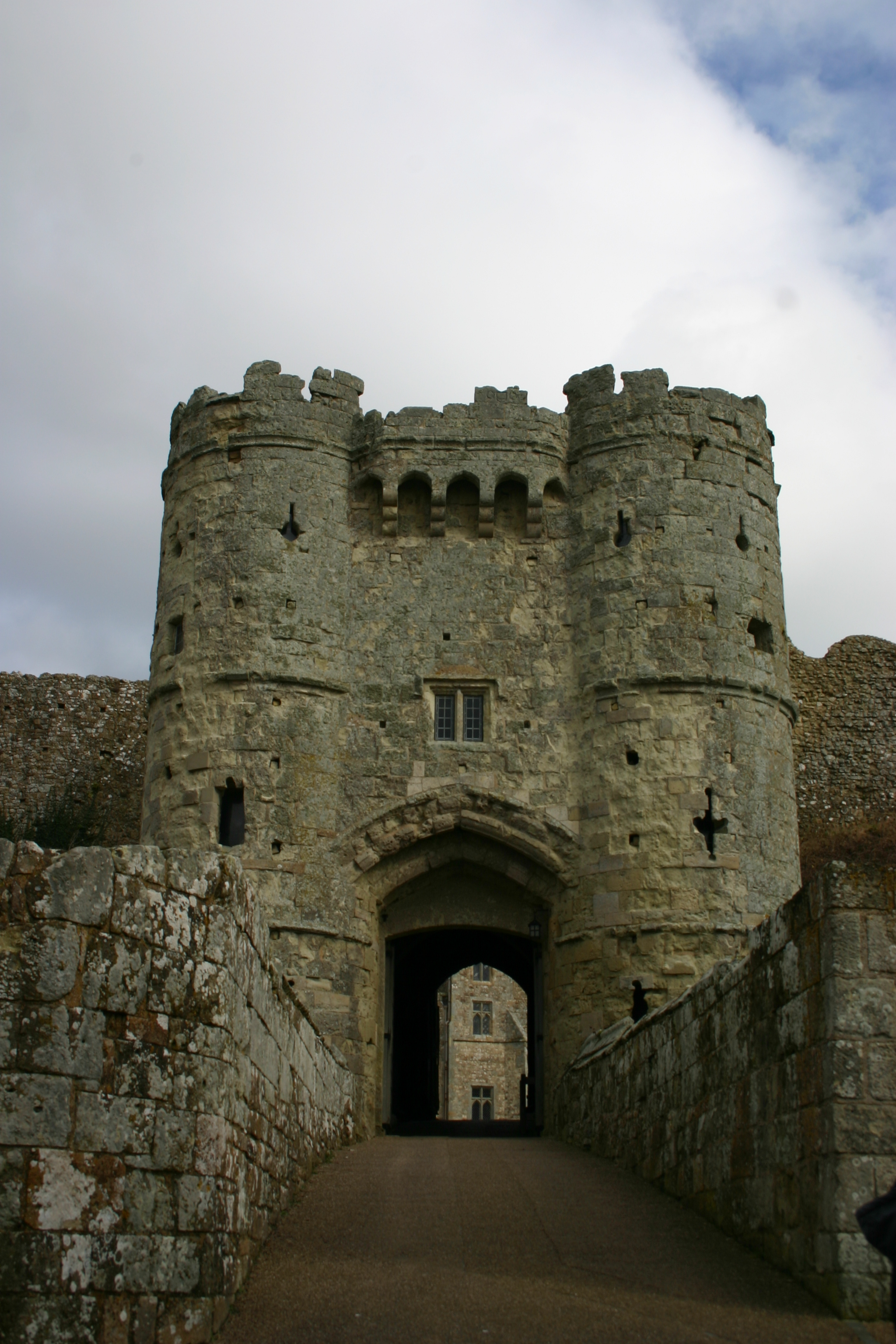
Carisbrooke Castle, in dem Karl I. gefangen halten wurde

1648 war der Englische Bürgerkrieg vorbei und der König Karl I. in Gefangenschaft auf Carisbrooke Castle auf der Isle of Wight. Das wegen seiner Bestandsdauer benannte Lange Parlament stellte eine Reihe von Forderungen an die zukünftige Regierung des Königreiches und schickte Unterhändler zum König, um über diese Angelegenheiten zu verhandeln. Die Armee, die sich besonders der Revolution verpflichtet fühlte, erhob dagegen Widerspruch in Form einer Remonstranz, die mit 125 zu 58 vom Parlament abgelehnt wurde. Als die Unterhändler mit der Antwort des Königs, die wesentlich kürzer als erhofft ausgefallen war, zurückkamen, erklärte sich das Parlament am frühen Morgen des 5. Dezember 1648 bei 129 zu 83 Stimmen damit einverstanden. 
Am Mittwoch, dem 6. Dezember 1648, nahm Oberst Pride mit seinem Fußregiment am Unterhauseingang der Houses of Parliament im Palace of Westminster Aufstellung, unterstützt von dem Kavallerieregiment Nathaniel Richs. Pride selbst stand ganz oben auf der Treppe. Als die Parlamentarier erschienen, überprüfte er sie anhand einer Liste, die ihm von Lord Grey of Groby, einem Armeeführer und Abgeordneten für Leicester, übergeben worden war. Von den 489 gewählten Parlamentariern fehlten vor der Vertreibung bereits 18 dauerhaft, 45 wurden vom Parlament ausgeschlossen und inhaftiert, 186 wurden vom Parlament ausgeschlossen, aber nicht inhaftiert, 86 wurden nicht ausgeschlossen, blieben aber dem Parlament von nun an freiwillig fern, 83 wurde die Rückkehr in das Parlament erlaubt, nachdem sie formell gegen die Annahme der königlichen Vorschläge gestimmt hatten, und 71 waren von Beginn an Anhänger der Armee.
Die inhaftierten Parlamentsmitglieder wurden zuerst zu den Räumlichkeiten des Queen’s Court im Parlamentsgebäude und dann in einen nahe gelegenen Pub gebracht. Es gab neben dem Palast drei Pubs, die sich Heaven (Himmel), Purgatory (Fegefeuer) und Hell (Hölle) nannten. Die inhaftierten Mitglieder wurden in das Hell genannte Haus gebracht, wo sie die Nacht verbrachten. Am nächsten Tag wurden sie in zwei Pubs am Strand gebracht. Am 12. Dezember wurde es den ersten inhaftierten Parlamentariern erlaubt, nach Hause zurückzukehren. Viele weitere wurden am 20. Dezember freigelassen.
Das gesäuberte Parlament, das nun den Spitznamen Rumpfparlament bekam, hatte nun eine Mehrheit, die entweder von sich aus die Errichtung einer Republik erstrebte oder bei der etwaige Zweifel an dem eingeschlagenen Kurs durch die zahlreiche Gegenwart der Armee unterdrückt werden konnten. Am 4. Januar 1649 verabschiedete es einen Gesetzesvorschlag um den König, der inzwischen auf Beschluss der Armeeführung nach Windsor gebracht worden war, wegen Hochverrats vor Gericht zu stellen, der jedoch vom House of Lords abgelehnt wurde. Daraufhin verabschiedete es am 6. Januar das Gesetz aus eigener Kraft und der König wurde nach einwöchigem Prozess zum Tode verurteilt und am 30. Januar 1649 geköpft. Am 6. Februar wurde das House of Lords abgeschafft. Die Monarchie ging denselben Weg am 7. Februar und ein Staatsrat wurde am 14. Februar 1649 errichtet.
Die Säuberungsaktion von Pride wurde am 21. Februar 1660 wieder rückgängig gemacht und die ausgeschlossenen Mitglieder in Vorbereitung auf die Stuart-Restauration wieder in das Parlament aufgenommen.

## Weiterführende Literatur
- Literatur über Pride's Purge in dem Karlsruher Virtuellen Katalog
- Underdown, David: Pride’s Purge: Politics in the Puritan Revolution, ISBN 0-04-822045-0 (engl.)